# Salem Khalifa
Salem Khalifa (arab. ‏سالم خليفة‎, ur. 19 marca 1955) – saudyjski lekkoatleta, sprinter.
Brał udział w sztafecie 4 × 100 metrów na Letnich Igrzyskach Olimpijskich 1976.